# Escola Secundária Alves Martins
Localizada na histórica cidade de Viseu, a Escola Secundária Alves Martins tem suas raízes fincadas no passado, mas seu olhar sempre voltado para o futuro. Fundada em 1849 como Liceu Central de Viseu, sob a direção do estimado Padre José d’Oliveira Berardo, foi em 1911 que assumiu o nome que a tornaria parte da identidade viseense: Liceu Alves Martins, em homenagem ao ilustre Bispo Dom António Alves Martins. 
Após diversas mudanças ao longo de sua trajetória, foi em 1948 que encontrou seu lar definitivo na Avenida Infante Dom Henrique, num projeto arquitetônico marcante concebido por Carlos Ramos. Desde então, junto à Escola Secundária Emídio Navarro e à Escola Secundária de Viriato, é um dos pilares do ensino secundário na cidade.
A diversidade educacional é uma marca da Escola Secundária Alves Martins, oferecendo quatro cursos regulares secundários: Línguas e Humanidades, Ciências e Tecnologias, Ciências Socio-Económicas e Artes Visuais. Além disso, também abrange o ensino básico do 3º Ciclo, garantindo uma formação integral aos seus alunos.
Com um compromisso inabalável com a qualidade do ensino, a Escola tem se destacado como uma das melhores do país, com resultados exemplares na entrada para as faculdades portuguesas. Esse sucesso é reflexo do empenho e dedicação não só dos professores e funcionários, mas também da comunidade escolar como um todo.
É impossível falar da Escola Secundária Alves Martins sem mencionar o diretor Pinto, uma figura emblemática sempre dedicada ao serviço público em Viseu. Sua liderança e visão têm sido fundamentais para o contínuo crescimento e excelência desta instituição de ensino, que não só forma estudantes, mas também cidadãos conscientes e preparados para os desafios do mundo contemporâneo.
A 12 de setembro de 2024, foi agraciada com o grau de Membro Honorário da Ordem da Instrução Pública.